# Instigator
"Instigador" é o álbum de estréia da cantora Kaci Brown. O álbum foi lançado em 9 de agosto de 2005. "Unbelievable" foi o primeiro single do álbum. O segundo single foi "Instigador", que apresenta os rappers VA Slim e El Fudge. Brown escreveu a maioria das canções do álbum.

## Recepção critica
Chicago Tribune escreveu que "Instigador" " é carregado com o tipo sexy, músicas dançantes de Britney Spears costumava fazer muito bem. "A avaliação dos EUA Hoje deu ao álbum estrelando dois anos e meio em cada quatro, e disse que Brown "tem uma voz ofegante, mas fluido que acena a influências que vão desde Jewel para Mariah Carey". The Morning Call escreveu:" para o aficionado bubblegum pop ... não é um álbum ruim". PopMatters deu ao álbum uma classificação de dois em cada dez, e escreveu: "Com a exceção de duas canções que demonstram um talento florescente tanto como um escritor e um vocalista, o resto do CD de Kaci é positivamente pueril".

## Faixas
1. "Unbelievable" 4:08
2. "Instigator" 4:11
3. "Cadillac Hotel" 4:23
4. "Body Language" 3:20
5. "The Waltz" 4:06
6. "SOS" 3:10
7. "Like 'Em Like That" 3:26
8. "My Baby" 3:48
9. "You Fool" 3:49
10. "Make You Love Me" 3:21
11. "Thank You" 2:59